# Quid pro quo
För andra betydelser, se Quid pro quo (olika betydelser).
Quid pro quo, latin: "något för något", är ett latinskt uttryck för ett mer eller mindre jämställt byte eller ersättning för tjänster och varor. 
Termen används i dagligt tal oftast i engelskspråkiga länder och betyder i princip "tjänster och gentjänster" eller "ge och ta".  Termen har också givit upphov till brittisk engelskas slang för pund, "quid".